# Schnathorster Berg
Der Schnathorster Berg (auch Eickhorster Berg) ist ein 246,6 m ü. NHN hoher Berg im Wiehengebirge. Er liegt auf der Grenze ostwestfälischen Gemeinden Hille und Hüllhorst im Kreis Minden-Lübbecke.

## Lage
Der Schnathorster Berg liegt zwischen den jeweils namensgebenden Ortschaften Schnathorst im Süden und Eickhorst im Norden. Der Berg trägt im Volksmund aber auch in Wanderkarten wie ausgeführt zwei Namen, wobei die Bewohner südlich des Wiehengebirges den Namen Schnathorster Berg, die nördlich dieses kammartigen Gebirges den Namen Eickhorster Berg bevorzugen.
Der Schnathorster Berg hat, wie fast alle Berge im Wiehengebirge, einen langgestreckten Kammgipfel (Egge) und ist von den westlich und östlich anschließenden Gipfeln nur durch Dören getrennt. Daher wird der Berg nur bedingt als markanter Gipfel wahrgenommen.
Auf dem Gipfel befindet sich ein trigonometrischer Punkt. 900 Meter östlich des Gipfels liegt der Oberlübber Bergsee.
300 Meter westlich des Gipfels verläuft mit der Landstraße L803 eine der wenigen Passstraßen, die das östliche Wiehengebirge überqueren. Die Passhöhe liegt hier bei 208 Metern ü. NN. Im letzten Drittel des 20. Jahrhunderts lag genau dort am Pass ein in der gesamten Region bekanntes Bordell, das unter dem Namen Ölberg geläufig und in Wanderkarten harmlos als Bauernkaffee verzeichnet war. Der Betrieb wurde dort 1999 eingestellt. Am 20. Mai 2004 brannte das Gebäude ab und stand bis zum Abriss 2009 nur noch als Ruine. Die Passstraße wird landläufig noch heute Ölberg genannt. Davor bis in die 1960ern befand sich dort ein Tanzlokal, im Volksmund Depping genannt. Zum Tanz am Sonntag trafen sich Jugendliche aus Oberlübbe, Eickhorst, Nettelstedt und Schnathorst. Eine Attraktion war der an das Gasthaus angebaute Saal.
In den 1960er Jahren wurde der “Waldfrieden” als Nachtlokal genutzt. Erst der Zeit ist dann der Begriff Ölberg entstanden. Die genaue Brandursache konnte nicht ermittelt werden.

## Tourismus
Über den Berg verlaufen der Wittekindsweg, der E11 und der Mühlensteig. An der Passstraße im Westen verläuft der Nikolausweg.